# Едвард Керр
Едвард Керр (англ. Edward Curr; 1820–1889) — австралійський етнограф, який займався описом звичаїв і мов австралійських аборигенів.
Народився в Шеффілді, Англія. У лютому 1820 року прибув в Гобарт (Тасманія), але у 1823 році повернувся назад в Англію. У 1824 році він був призначений керівником новоствореної земельної компанії Ван Дімен. У травні 1826 року повернувся в Гобарт для огляду ділянки площею 250 000 га на північному заході колонії, яку компанія хотіла купити. Він залишився у Тасманії, брав активну участь у політичному житті колонії.
Керр збирав відомості про мови аборигенів, для цього йому часто доводилося отримувати відомості з других рук від фермерів і землевласників. Він давав їм опитувальники, що включали списки англійських слів, для яких потрібно записати еквіваленти на мові відповідного племені.
У 1885 році Едвард Керр займався вивченням мови вірангу.
Едвард Керр був одружений. Його дружину звали Елізабет, у них було 11 дітей.